# Amarinus wolterecki
Amarinus wolterecki is een krabbensoort uit de familie van de Hymenosomatidae. De wetenschappelijke naam van de soort is voor het eerst geldig gepubliceerd in 1934 door Balss.